# Kleinkaliber

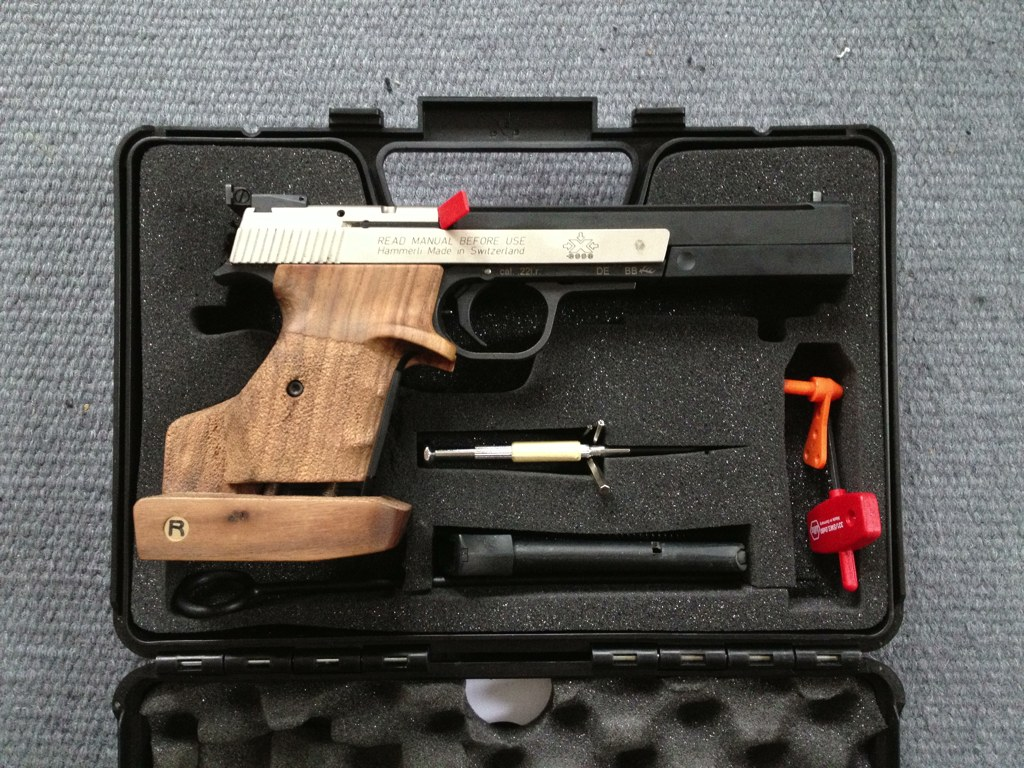
Kleinkaliber-Sportpistole Hämmerli X-esse Kaliber .22

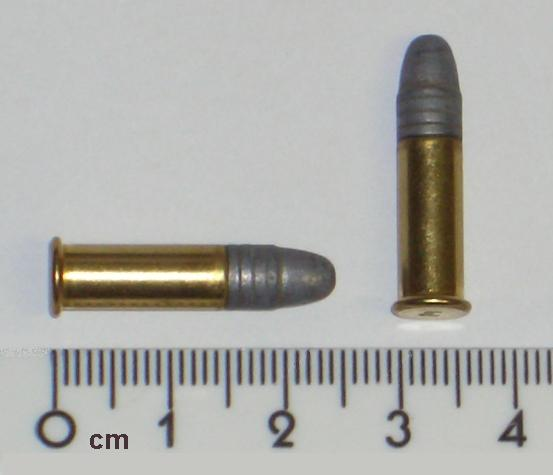
Patronen des Kalibers .22 lfB

Als Kleinkaliber wurden bis in die 1950er-Jahre alle Patronen mit einem Geschossdurchmesser unter 7 mm bezeichnet. Heute sind hauptsächlich die Patronen im Kaliber .22 (0,22 inch / 5,6 mm) gemeint, sofern sie über Randfeuerzündung verfügen. Kleinkaliber-Patronen zeichnen sich auch durch ihren günstigen Preis und ihren geringen Rückstoß aus.

## Patronen

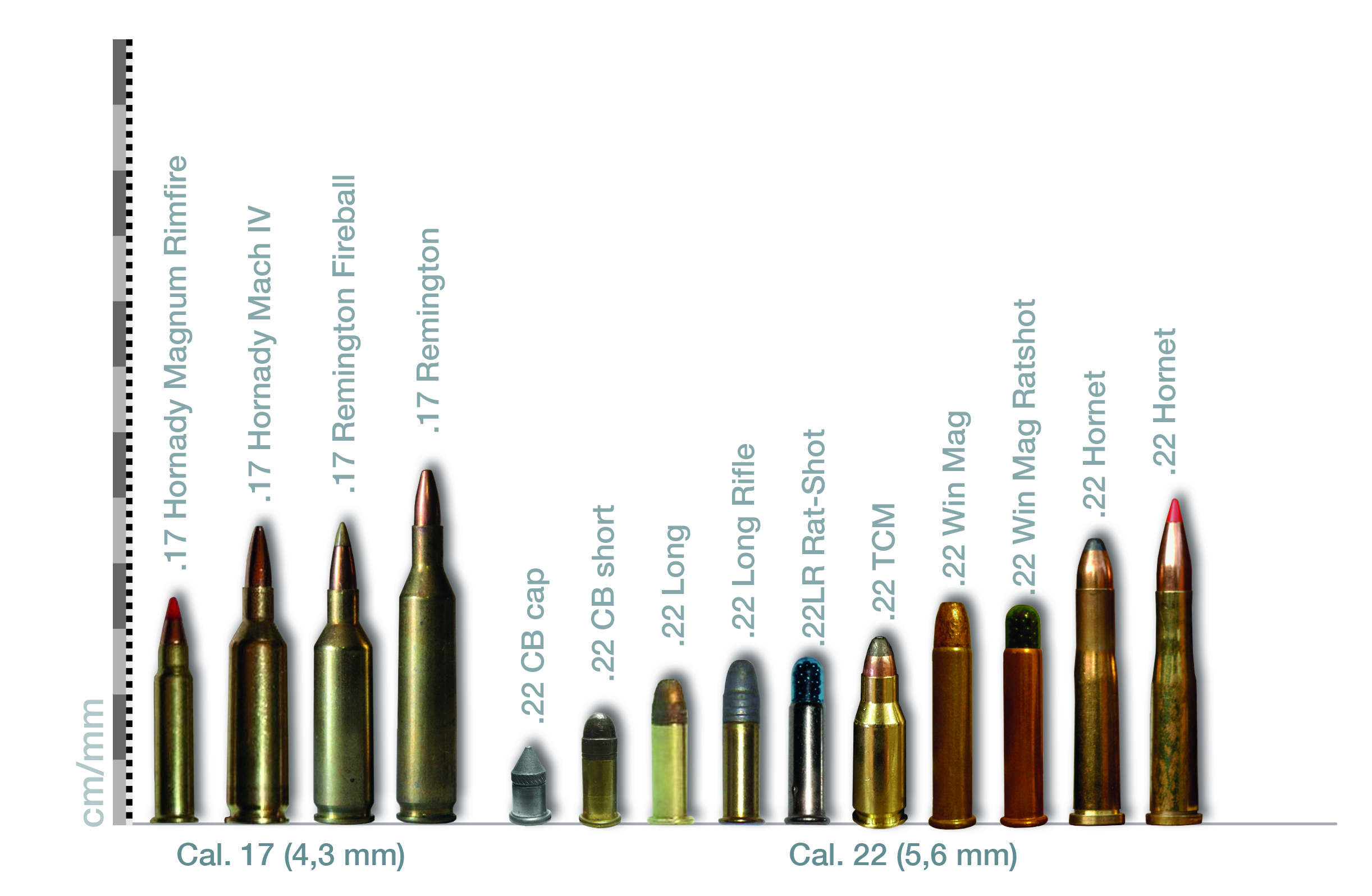
Display mit verschiedenen Patronen der Kaliber .17 und .22

Hierzu gehören insbesondere die Patronen (nicht-abschließende Liste):

### Randfeuer

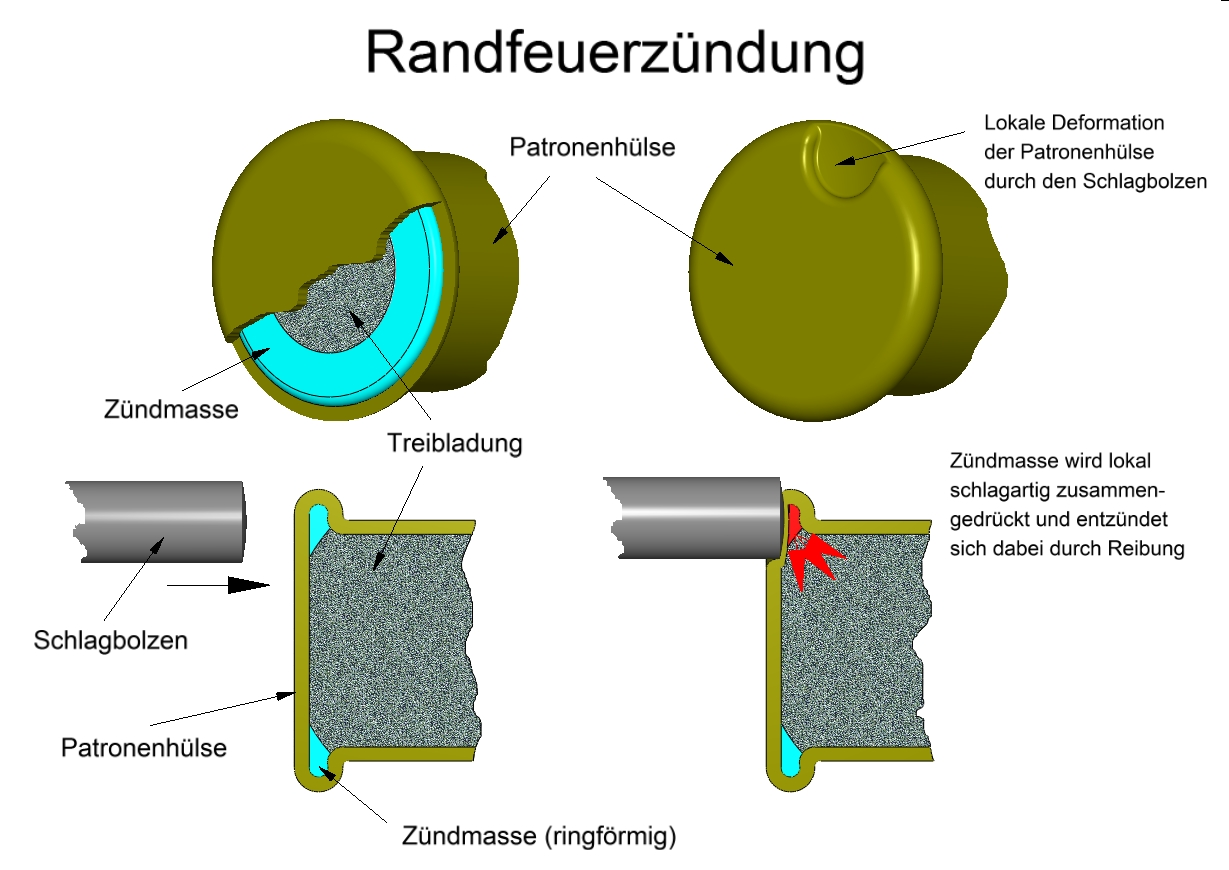
Patrone mit Randfeuerzündung

- .17 HMR
- .22 kurz / .22 short (obsolet)
- .22 lang / .22 long (nicht zu verwechseln mit .22 lang für Büchsen)
- .22 lfB (lang für Büchsen) / .22 long rifle
  - .22 lfB HV (High Velocity), hohe Mündungsgeschwindigkeit
  - .22 lfB Subsonic (Unterschallmunition, besonders geeignet für Waffen mit Schalldämpfer)
  - .22 lfB Z (Zimmerpatrone) mit schwächster Treibladung für 10 m Schussdistanz
- .22 WMR (Winchester Magnum Rimfire)

### Zentralfeuer

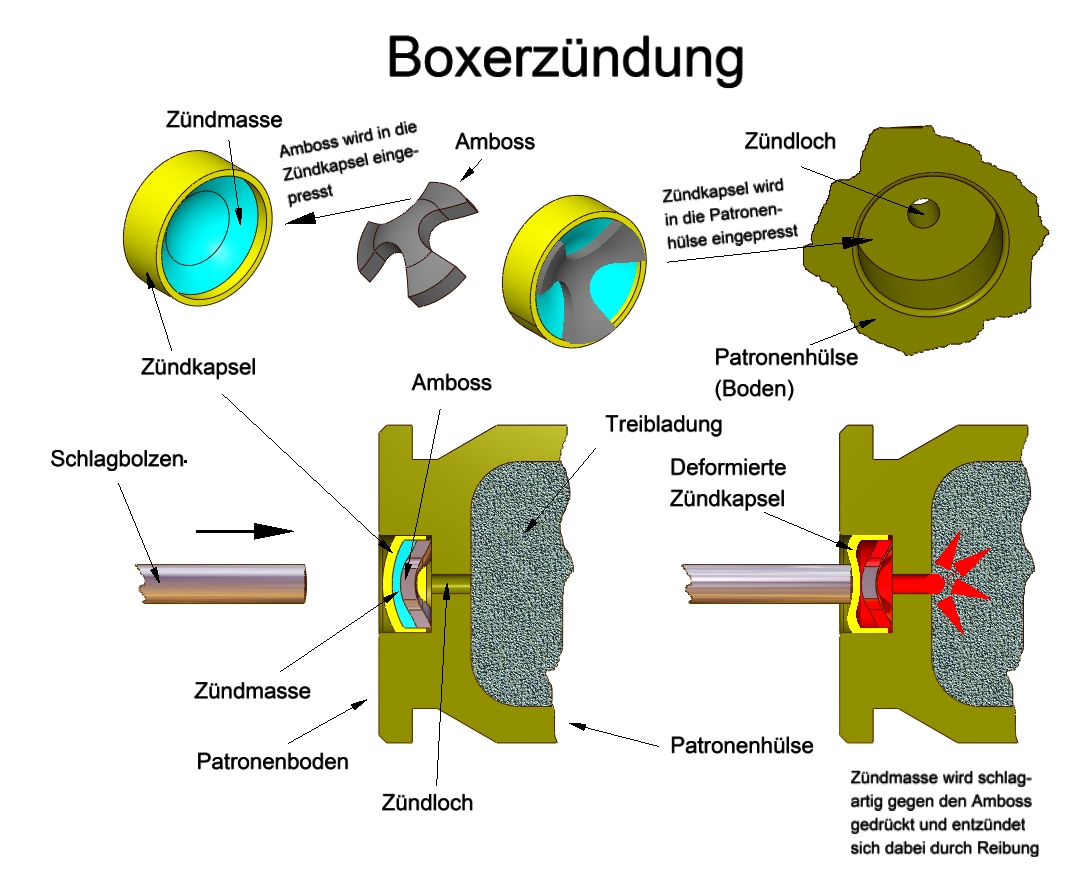
Zentralfeuerpatrone mit Boxerzündung
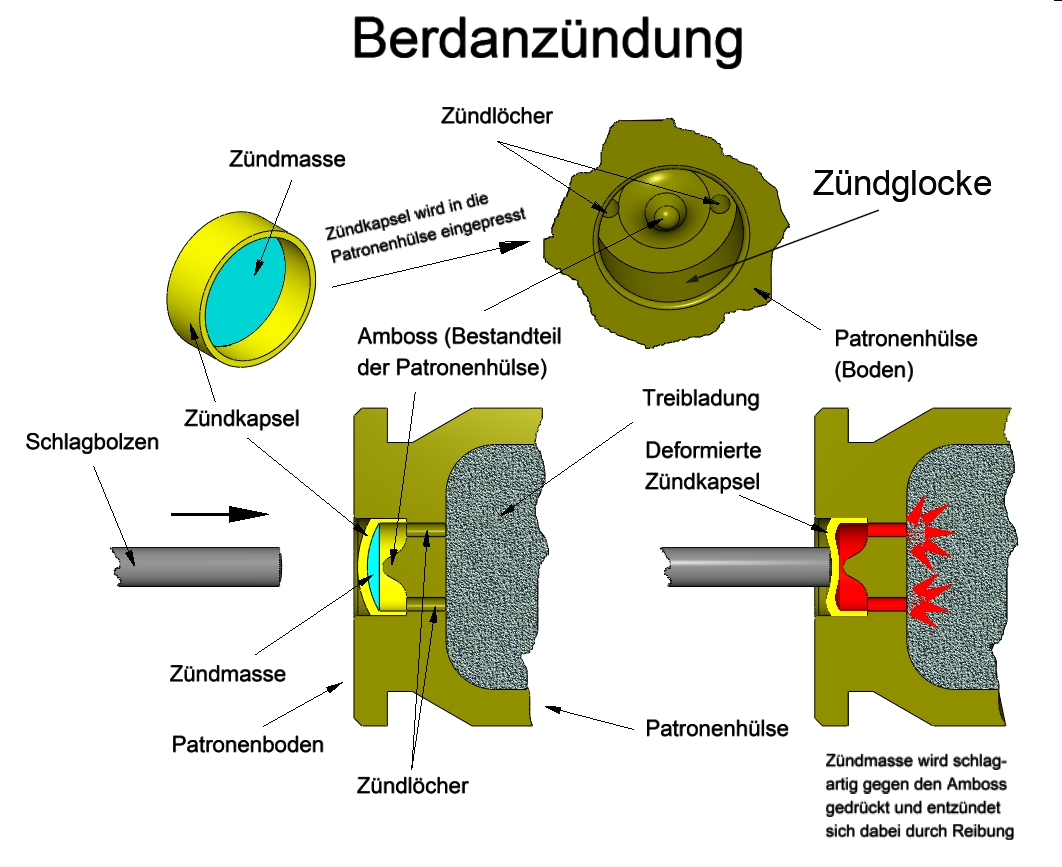
Zentralfeuerpatrone mit Berdanzündung

Diese Patronen besitzen Geschosse in der gleichen Größe wie obige Randfeuerpatronen, zählen aber aufgrund ihrer Zentralfeuerzündung nicht zu den Kleinkaliberpatronen:
- .17 Hornet
- .22 Hornet

## Verwendung
Verwendung findet das Kaliber .22 lfB vor allem beim Sportschießen.
Außerhalb der Disziplinen im DSB liegt ihr Schwerpunkt insbesondere als Einstecklauf in Waffen mit größerem Kaliber und als preisgünstige Trainingsmöglichkeit. Aufgrund der Gesetzeslage in Deutschland, die Jugendlichen das Schießen mit Großkaliber verbietet, bietet der BDS seine dynamischen Schießsportdisziplinen teilweise auch in einer Jugendklasse an, in der dann mit Kleinkaliber geschossen wird. Damit soll der Nachteil der deutschen Schützen, erst in viel höherem Alter mit dem Sport beginnen zu können als die internationale Konkurrenz, zumindest etwas abgemildert werden.
Bei der Jagd werden die Kaliber in Deutschland auf Kleintiere (Niederwild außer Rehe) verwendet. Pistolen kleinen Kalibers sind nur als Fangschusswaffen bei der Fallenjagd und der Baujagd erlaubt.

## Definition

### Deutschland
In Deutschland ist die umgangssprachliche Bezeichnung Kleinkaliber nicht in Gesetzen oder Verordnungen definiert. In deutschen Gesetzen und Verordnungen wird auf das Kaliber an sich (Durchmesser) sowie Hülsenform, Geschossmaterialien, -geschwindigkeiten und -energien Bezug genommen.

### International
International sind keine feststehenden Begrifflichkeiten für Kleinkaliber etabliert. Zur Munition mit vergleichsweise kleinen Projektilen im Bereich von 5,6 mm bis 5,7 mm sind viele Varianten bekannt. Die Liste gibt einen (unvollständigen) Überblick zu zahlreichen weiteren Patronen in der Kaliberbandbreite:
- 5.6x19 R Scheibenpistole
- .218 Bee / 5.6x34
- .218 Mashburn Bee
- 5.6x39 XPL Swedish
- 5.6x39 Vostok
- 5.6x43.8 XM 216
- .219 Donaldson
- .219 Wasp PDK
- .219 Zipper / 5.6x49 R
- .22 Short CF Blank
- .22 Short CF
- .22 Joyce Short
- .22 S&W Caseless
- .22 Daisy Caseless
- .22 Long CF Revolver
- .22 Pokey
- .22 Eichelberger Dart
- .22 Tuba Mag
- .22 LR CF M.29
- .22 CF XPL
- .22 J.G.R.
- .22-44 Tuba Mk II
- .22-45 Tuba Mk II
- .22 Luger / 5.5x21
- .22 Squirrel / 5.5x24R
- .22 Tokarev / 5.5x25.3R
- .22-6-40 Contender
- .22 Löwenstein
- .22 Colt SCAMP
- .22 Maynard XL CF
- .22-10 Maynard 1873
- .22 CCM / 5.5x30 R
- .22 Dardick Tround
- 5.7x34.2 MMJ Spitfire
- .22 Carbine
- .22 Oresky / 5.56x33
- .22 Super Jet / 5.56x33
- .22 Win XPL / 5.56x33
- .22 WaldoG / 5.6x34.5
- 5.6x35 R Francotte
- 5.6x35 R Vierling
- .22 Hornet / 5.56x35 R
- .22 Kilbourn-Hornet
- .22 Win CF / 5.56x35 R
- .22 PPC USA / 5.56x38
- .22 Dasher BR
- .220 SSImp.Sapergia
- .22 Ackley Lovell
- .22-3000 G&H
- .22 2-R Lovell
- .22 R-C Maxi / 5.56x41 R
- .22 Beast / 5.56x45
- .22 Nosler / 5.56x45 RR
- .22 Varminter
- .22-243 Win 20º
- .22-15-60 Stevens
- .22/30-30 Ashurst
- .22/30-30 Ackley Imp.
- .22 TCM / 5.5x26
- .22-284 Winchester
- .22-4000 Sedgley
- .220 W-W Arrow
- .220 Rocket
- .220 Swift
- .220 Swift electric
- .22-6mm Rem JN
- .220 Howell / 5.5x62
- .22-06 US XPL
- .221 Rem Fireball
- .221/.17 IMP Eglin
- .222 Rem
- .222 Rem Rimmed
- .222 Haney / 5.5x43
- .222 DMI
- .222 Rem Special
- .222 Rem Magnum
- .22 Cheetah Mk I 40º
- .22 Homologous Elec.
- .22 Homologous
- .223 Hawk
- 5,56 x 19 XPL GIAT ADR
- 5,56 x 20 XPL GIAT ADR
- 5,56 x 20 UCC caseless
- 5.56x21 TROIKA Sin vaina
- 5.56x22 GIAT ADR
- .223 Timbs
- 5.56x23.7 US Caseless
- 5.56x25 GIAT ADR
- 5.56x25 Hercules Sin vaina
- .223 Short / 5.56x28.5
- 5.56x30 Colt MARS XPL
- 5.56x30 GIAT ADR
- 5.56x30 Lockless
- .223 Scorpion / 5.56x32
- 5.56x33 Expellable
- 5.56x38 TARP
- 5.56x38.2 FABRL
- 5.56x41 XPL P90
- .223 WSSM
- .22 Rem Jet CF
- .22-250 Rem
- 5.6x52R/.22 Savage
- .303/.22 Falcon
- .303/.22 Vickers
- 5.56x43 / THOR Xpl
- .223 PPC / 5.56x44
- 5.56x45 Nato / OTAN
- 5.56x45 XPL electric
- 5.56x45 XPL 2 pieces
- 5.56x54 XPL Hi.Vel.
- 5.56x58.4 German Xpl
- .223 Ackley Improved
- .22-06 Dúplex
- 5,6x22 caseless
- 5.6x33 Sueco XPL
- 5.6x33 Dreyse
- .218 Bee / 5.6x34
- 5.6x34 R Francotte
- 5.6x39 Vostok
- .220 Russian
- 5.6x43.8 XM 144 ball
- 5.6x43.8 XM 216
- 5.6x44 XM 144 Flechette
- 5.6x45.5 Russian Biathlon Match
- 5.6x47.7 Eiger XPL
- 5.6x48.1 Eiger XPL
- 5.6x48.3 Eiger XPL
- 5.6x50 Magnum
- 5.6x50R Magnum
- 5.56x52 SAW
- 5.6x52R/.22 Savage
- 5.6x53.2 XM-110
- 5.6x57 XM-645
- 5.6x57 RWS
- 5.6x57 R RWS
- 5.6x61 Vom Hofe
- 5.6x61R Vom Hofe
- .22 Duplex
- 5.66x39.5 Submarino
- 5.7x17 SR Primula
- 5.7x24.8 Xpl P90
- 5.7x27.8 Forerunner
- 5.7x28 (FN P-90)
- 5.7x28.8 XPL FN
- 5.7x30.5 XPL P90
- 5,7x33 Spitfire
- 5,7x33 Scheibenpistole
- 5,7x34.2 MMJ Spitfire
- 5,7mm Voere
- 5.7x36.9 R Tesching
- 5.7x43 Finnish / Sako
- .224 Vob - 5.56x23
- 5.7x54 Finnish XPL
- .224 Boz - 5.56x23
- .224 AR - 5.6x39
- .224 Valkyrie - 5.6x41
- .224 Nickal - 5.6x43
- .224 Winchester E1 XPL
- .224 Winchester E2 XPL
- .224 Springfield XPL
- .224 K Krag - 5.6x56
- .224 TTH - 5.6x57
- .224 Weatherby Magnum

## Kleinkaliber im militärischen Sinne
Im Zusammenhang mit militärischen Waffen wird der Begriff Kleinkaliber häufig auf den Wechsel von größeren Kalibern auf kleinere Kaliber bezogen. Seit den 1960er-Jahren ist dies der Wechsel von beispielsweise 7,62 × 51 mm NATO oder 7,62 × 39 mm auf 5,56 × 45 mm NATO bzw. 5,45 × 39 mm. Die Munition in kleineren Kalibern ist rasanter, das Geschoss erhält also eine höhere Mündungsgeschwindigkeit. Dadurch folgt es einer flacheren Flugbahn und es kann über einen größeren Entfernungsbereich ohne Verstellen der Visiereinrichtung zielsicher geschossen werden. Weiterhin sind die Patronen leichter, so dass der Soldat mehr Patronen mitführen kann oder andere Ausrüstung und Munition wie für das MG, und die Querschnittsbelastung (und damit die Durchschlagfähigkeit von leichten Panzerungen und Schutzwesten) erhöht sich (die Energie kommt mehr aus der Geschwindigkeit).
Kaliberangaben und Kalibergrößen werden unterschiedlichst betrachtet. Die englische Begrifflichkeit Medium Caliber Ammunition (MCA) bezeichnet Munition für Geschütze im Kaliber von 20 mm bis 50 mm. Gerade beim Militär sind im Vergleich zur deutschen Begrifflichkeit Kleinkaliber hundertfach größere Kaliber bekannt, die für kleine bis mittlere Geschütze in Millimeter aber oft auch in Zentimeter oder Inch/Zoll angegeben werden.